# Gazon (technique de construction)

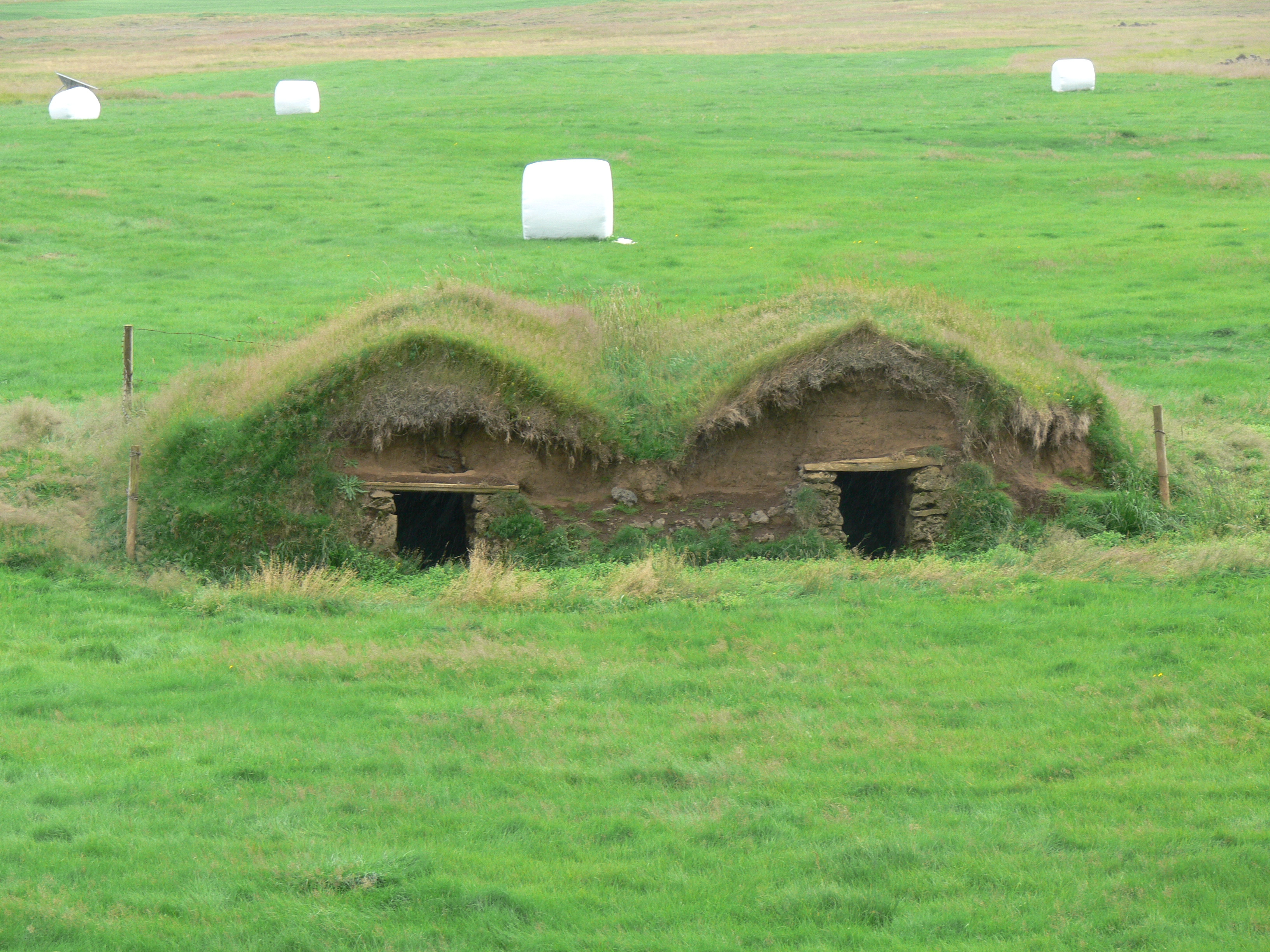
Une ferme construite en gazon en Islande

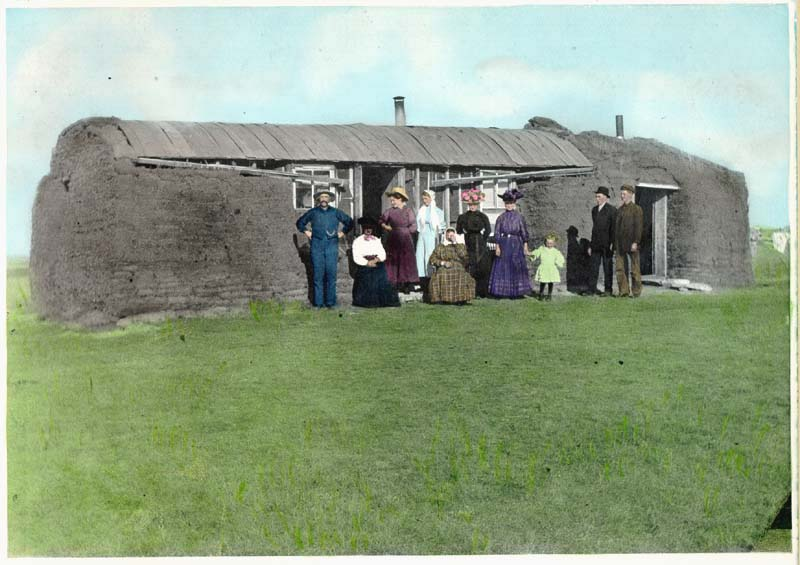
Maison en gazon de la Saskatchewan, vers 1900

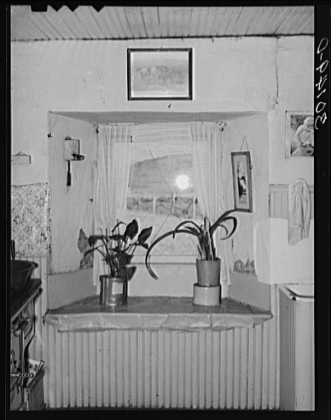
Intérieur inhabituellement luxueusement aménagé d'une maison en terre, Dakota du Nord, 1937

Le gazon (turf, ou sod en Anglais) est une technique de construction en terre crue. Des blocs de la couche superficielle d'un sol engazonné sont extraits puis appareillés, généralement sans mortier, pour édifier des murs porteurs.

## Historique et technique
Le gazon a été employé par diverses populations pour édifier des bâtiments vernaculaires dans le Nord de l'Europe en Écosse, en Islande (appelé Torfbær), dans les grandes plaines du Canada et des États-Unis dans les années 1800 et au début des années 1900 , ainsi qu'en Amérique Latine où certaines populations indigènes pratiquent encore la technique.
En Amérique du Nord, il était initialement principalement utilisé pour les abris des animaux, les enclos et les clôtures, notamment lorsque la prairie manquait de matériaux de construction standard tels que le bois ou la pierre. En effet, l'herbe des grandes plaines aux racines épaisses et profondes était abondante, gratuite et pouvait être utilisée pour la construction de maisons. L'herbe des prairies a une structure racinaire beaucoup plus épaisse et plus résistante qu'une pelouse moderne. Le scalpage de la pelouse avait le double avantage de permettre d'accéder à un sol arable permettant la culture de subsistance des colons.